# 12777 Manuel
12777 Manuel este un asteroid din centura principală de asteroizi.

## Descriere
12777 Manuel este un asteroid din centura principală de asteroizi. A fost descoperit pe 27 august 1994 la Observatorul Pleiade de Plinio Antolini și Giovanni Zonaro. Asteroidul prezintă o orbită caracterizată de o semiaxă mare de 2,60 ua, o excentricitate de 0,18 și o înclinație de 3,7° în raport cu ecliptica.